# John Paintsil
John Paintsil, né le 15 juin 1981 à Kumasi, est un footballeur ghanéen. Il joue au poste d'arrière latéral droit avec l'équipe du Ghana.
L'orthographe Pantsil, utilisée en particulier sur le document de transfert vers West Ham, est incorrecte. Le joueur s'est exprimé à plusieurs reprises à ce sujet.

## Biographie

### Carrière
Lors de la Coupe du monde 2006, John Paintsil a été le joueur qui a célébré les buts et la victoire du Ghana contre la Tchéquie avec un drapeau israélien, parce qu'à cette époque il jouait dans un club israélien (le joueur s'est exprimé par la suite en disant qu'il ne fallait interpréter aucune position diplomatique ni de sa part ni de celle du Ghana).
Le 2 juillet 2010, lors du fameux quart de finale Uruguay-Ghana de la Coupe du monde 2010, alors que le Ghana mène 1 but à 0, il fauche un Jorge Fucile, plus offensif qu'à son habitude, à l'entrée de la surface de réparation de Richard Kingson, ce qui occasionne un carton jaune pour Paintsil et un coup franc égalisateur (1-1) pour l'Uruguay, qui sera lourd de conséquences puisque le Ghana, qui aurait pu devenir la première équipe africaine de l'histoire à atteindre les demi-finales d'une coupe du monde, sera éliminé aux tirs au but.
Le 21 juillet 2011, il signe à Leicester City.

## Palmarès

### Équipe nationale
- Première sélection en équipe du Ghana le 5 décembre 2001 (Algérie 1 - 1 Ghana)
- 69 sélections en équipe du Ghana
- Participation à la Coupe du monde 2006 (4 matchs)
- Participation à trois Coupes d'Afrique des Nations : 2002 (2 matchs), 2006 (3 matchs) et 2008
- Participation aux Jeux olympiques d'été de 2004 (1 match)

### Statistiques en club
| Saison             | Club                  | Pays       | Championnat    | Championnat | Championnat | Championnat  | Championnat  | Coupe d'Europe | Coupe d'Europe | Coupe d'Europe |
| Saison             | Club                  | Pays       | Division       | Matchs      | Buts        | Cartons      | Cartons      | Type           | Matchs         | Buts           |
| Saison             | Club                  | Pays       | Division       | Matchs      | Buts        | Carton jaune | Carton rouge | Type           | Matchs         | Buts           |
| ------------------ | --------------------- | ---------- | -------------- | ----------- | ----------- | ------------ | ------------ | -------------- | -------------- | -------------- |
| janv. 2001 - 2001  | Liberty Professionals | Ghana      | Division 1     | 10          | 0           | ?            | ?            | -              | -              | -              |
| 2001 - déc. 2001   | Berekum Arsenal       | Ghana      | Division 1     | 12          | 1           | ?            | ?            | -              | -              | -              |
| janv. 2002 - 2002  | Widzew Łódź           | Pologne    | Division 1     | 19          | 1           | ?            | ?            | -              | -              | -              |
| 2002 - 2003        | Maccabi Tel-Aviv      | Israël     | Division 1     | 17          | 0           | ?            | ?            | -              | -              | -              |
| 2003 - 2004        | Maccabi Tel-Aviv      | Israël     | Division 1     | 22          | 0           | ?            | ?            | C1             | 2              | 1              |
| 2004 - 2005 (jan.) | Maccabi Tel-Aviv      | Israël     | Division 1     | 7           | 0           | ?            | ?            | C1             | 9              | 0              |
| 2005 (jan.) - 2005 | Hapoël Tel-Aviv       | Israël     | Division 1     | 15          | 1           | ?            | ?            | -              | -              | -              |
| 2005 - 2006        | Hapoël Tel-Aviv       | Israël     | Division 1     | 27          | 2           | ?            | ?            | -              | -              | -              |
| 2006 - 2007        | West Ham              | Angleterre | Premier League | 5           | 0           | ?            | ?            | -              | -              | -              |
| 2007 - 2008        | West Ham              | Angleterre | Premier League | 14          | 0           | ?            | ?            | -              | -              | -              |
| 2008 - 2009        | Fulham                | Angleterre | Premier League | 37          | 0           | ?            | ?            | -              | -              | -              |
| 2009 - 2010        | Fulham                | Angleterre | Premier League | 22          | 0           | ?            | ?            | C3             | 10             | 0              |
| 2010 - 2011        | Fulham                | Angleterre | Premier League | 11          | 0           | ?            | ?            | -              | -              | -              |

| - Maccabi Tel-Aviv - Championnat d'Israël (1) : - Vainqueur : 2003 |  | - Hapoël Tel-Aviv - Coupe d'Israël (1) : - Vainqueur : 2006 |  | - Fulham FC - Ligue Europa - Finaliste : 2010 |